# 3.ª etapa de la Vuelta a España 2024
La 3.ª etapa de la Vuelta a España 2024 tuvo lugar el 19 de agosto de 2024 y consistió en una etapa escarpada con inicio en la ciudad de Lousã (Portugal) y final en Castelo Branco (Portugal) sobre un recorrido de 191,2 km. Esta fue ganada por el belga Wout van Aert del Team Visma-Lease a Bike, que también mantuvo el liderato.

## Clasificación de la etapa[2]
| Lousã - Castelo Branco | etapa escarpada | (191,2 km) |

| \| Clasificación de la etapa \| Clasificación de la etapa \| Clasificación de la etapa \| Clasificación de la etapa \| Clasificación de la etapa \| \| Ciclista \| Ciclista \| Equipo \| Tiempo \| \| \| ------------------------- \| ------------------------- \| -------------------------- \| ------------------------- \| ------------------------- \| \| 1.º \| Wout van Aert \| Team Visma \\| Lease a Bike \| 4 h 40 min 42 s \| \| \| 2.º \| Kaden Groves \| Alpecin-Deceuninck \| + 0 s \| \| \| 3.º \| Jon Aberasturi \| Euskaltel-Euskadi \| + 0 s \| \| \| 4.º \| Arne Marit \| Intermarché-Wanty \| + 0 s \| \| \| 5.º \| Pavel Bittner \| Team dsm-firmenich PostNL \| + 0 s \| \| \| 6.º \| Corbin Strong \| Israel-Premier Tech \| + 0 s \| \| \| 7.º \| Arjen Livyns \| Lotto Dstny \| + 0 s \| \| \| 8.º \| Bryan Coquard \| Cofidis \| + 0 s \| \| \| 9.º \| Antonio Jesús Soto \| Equipo Kern Pharma \| + 0 s \| \| \| 10.º \| Carlos Canal \| Movistar Team \| + 0 s \| \| |                    |                            |                 |
| |                    |                            |                 |
| Fuente: ProCyclingStats |                    |                            |                 |
| Clasificación de la etapa |                    |                            |                 |
| Ciclista | Ciclista           | Equipo                     | Tiempo          |
| 1.º | Wout van Aert      | Team Visma \| Lease a Bike | 4 h 40 min 42 s |
| 2.º | Kaden Groves       | Alpecin-Deceuninck         | + 0 s           |
| 3.º | Jon Aberasturi     | Euskaltel-Euskadi          | + 0 s           |
| 4.º | Arne Marit         | Intermarché-Wanty          | + 0 s           |
| 5.º | Pavel Bittner      | Team dsm-firmenich PostNL  | + 0 s           |
| 6.º | Corbin Strong      | Israel-Premier Tech        | + 0 s           |
| 7.º | Arjen Livyns       | Lotto Dstny                | + 0 s           |
| 8.º | Bryan Coquard      | Cofidis                    | + 0 s           |
| 9.º | Antonio Jesús Soto | Equipo Kern Pharma         | + 0 s           |
| 10.º | Carlos Canal       | Movistar Team              | + 0 s           |

## Clasificaciones al final de la etapa

### Clasificación general[3]
| \| Clasificación general \| Clasificación general \| Clasificación general \| Clasificación general \| Clasificación general \| \| Ciclista \| Ciclista \| Equipo \| Tiempo \| \| \| --------------------- \| ----------------------- \| -------------------------- \| --------------------- \| --------------------- \| \| 1.º \| Wout van Aert \| Team Visma \\| Lease a Bike \| 10 h 05 min 59 s \| \| \| 2.º \| Brandon McNulty \| UAE Team Emirates \| + 13 s \| \| \| 3.º \| Mathias Vacek \| Lidl-Trek \| + 15 s \| \| \| 4.º \| Stefan Küng \| Groupama-FDJ \| + 19 s \| \| \| 5.º \| Edoardo Affini \| Team Visma \\| Lease a Bike \| + 21 s \| \| \| 6.º \| Mauro Schmid \| Team Jayco AlUla \| + 29 s \| \| \| 7.º \| Primož Roglič \| Red Bull-Bora-Hansgrohe \| + 30 s \| \| \| 8.º \| Bruno Armirail \| Decathlon-AG2R La Mondiale \| + 31 s \| \| \| 9.º \| João Almeida \| UAE Team Emirates \| + 32 s \| \| \| 10.º \| Nélson Filippe Oliveira \| Movistar Team \| + 33 s \| \| |                         |                            |                  |
| |                         |                            |                  |
| Fuente: ProCyclingStats |                         |                            |                  |
| Clasificación general |                         |                            |                  |
| Ciclista | Ciclista                | Equipo                     | Tiempo           |
| 1.º | Wout van Aert           | Team Visma \| Lease a Bike | 10 h 05 min 59 s |
| 2.º | Brandon McNulty         | UAE Team Emirates          | + 13 s           |
| 3.º | Mathias Vacek           | Lidl-Trek                  | + 15 s           |
| 4.º | Stefan Küng             | Groupama-FDJ               | + 19 s           |
| 5.º | Edoardo Affini          | Team Visma \| Lease a Bike | + 21 s           |
| 6.º | Mauro Schmid            | Team Jayco AlUla           | + 29 s           |
| 7.º | Primož Roglič           | Red Bull-Bora-Hansgrohe    | + 30 s           |
| 8.º | Bruno Armirail          | Decathlon-AG2R La Mondiale | + 31 s           |
| 9.º | João Almeida            | UAE Team Emirates          | + 32 s           |
| 10.º | Nélson Filippe Oliveira | Movistar Team              | + 33 s           |

### Clasificación por puntos[4]
| Clasificación por puntos | Clasificación por puntos | Clasificación por puntos   | Clasificación por puntos | Clasificación por puntos |
| Ciclista                 | Ciclista                 | Equipo                     | Puntos                   |                          |
| ------------------------ | ------------------------ | -------------------------- | ------------------------ | ------------------------ |
| 1.º                      | Wout van Aert            | Team Visma \| Lease a Bike | 98 pts                   |                          |
| 2.º                      | Kaden Groves             | Alpecin-Deceuninck         | 90 pts                   |                          |
| 3.º                      | Luis Ángel Maté          | Euskaltel-Euskadi          | 35 pts                   |                          |
| 4.º                      | Corbin Strong            | Israel-Premier Tech        | 35 pts                   |                          |
| 5.º                      | Jon Aberasturi           | Euskaltel-Euskadi          | 34 pts                   |                          |
| 6.º                      | Ibon Ruiz                | Equipo Kern Pharma         | 34 pts                   |                          |
| 7.º                      | Mathias Vacek            | Lidl-Trek                  | 32 pts                   |                          |
| 8.º                      | Pavel Bittner            | Team dsm-firmenich PostNL  | 31 pts                   |                          |
| 9.º                      | Pau Miquel               | Equipo Kern Pharma         | 24 pts                   |                          |
| 10.º                     | Brandon McNulty          | UAE Team Emirates          | 20 pts                   |                          |

### Clasificación de la montaña[5]
| Clasificación de la montaña | Clasificación de la montaña | Clasificación de la montaña | Clasificación de la montaña | Clasificación de la montaña |
| Ciclista                    | Ciclista                    | Equipo                      | Puntos                      |                             |
| --------------------------- | --------------------------- | --------------------------- | --------------------------- | --------------------------- |
| 1.º                         | Luis Ángel Maté             | Euskaltel-Euskadi           | 9 pts                       |                             |
| 2.º                         | Xabier Isasa                | Euskaltel-Euskadi           | 3 pts                       |                             |
| 3.º                         | Ibon Ruiz                   | Equipo Kern Pharma          | 3 pts                       |                             |
| 4.º                         | Stefan Küng                 | Groupama-FDJ                | 2 pts                       |                             |
| 5.º                         | Roger Adrià                 | Red Bull-Bora-Hansgrohe     | 1 pt                        |                             |

### Clasificación de los jóvenes[6]
| Clasificación del mejor joven | Clasificación del mejor joven | Clasificación del mejor joven | Clasificación del mejor joven | Clasificación del mejor joven |
| Ciclista                      | Ciclista                      | Equipo                        | Tiempo                        |                               |
| ----------------------------- | ----------------------------- | ----------------------------- | ----------------------------- | ----------------------------- |
| 1.º                           | Mathias Vacek                 | Lidl-Trek                     | 10 h 06 min 14 s              |                               |
| 2.º                           | Mauro Schmid                  | Team Jayco AlUla              | + 14 s                        |                               |
| 3.º                           | Florian Lipowitz              | Red Bull-Bora-Hansgrohe       | + 19 s                        |                               |
| 4.º                           | Mattias Skjelmose             | Lidl-Trek                     | + 20 s                        |                               |
| 5.º                           | Filippo Baroncini             | UAE Team Emirates             | + 24 s                        |                               |
| 6.º                           | Antonio Tiberi                | Bahrain Victorious            | + 25 s                        |                               |
| 7.º                           | Marco Frigo                   | Israel-Premier Tech           | + 26 s                        |                               |
| 8.º                           | Pablo Castrillo               | Equipo Kern Pharma            | + 27 s                        |                               |
| 9.º                           | Thymen Arensman               | Ineos Grenadiers              | + 27 s                        |                               |
| 10.º                          | Max Poole                     | Team dsm-firmenich PostNL     | + 35 s                        |                               |

### Clasificación por equipos[7]
| Clasificación por equipos | Clasificación por equipos  | Clasificación por equipos | Clasificación por equipos |
| Equipo                    | Equipo                     | Tiempo                    |                           |
| ------------------------- | -------------------------- | ------------------------- | ------------------------- |
| 1.º                       | UAE Team Emirates          | 30 h 19 min 19 s          |                           |
| 2.º                       | Lidl-Trek                  | + 12 s                    |                           |
| 3.º                       | Team Visma \| Lease a Bike | + 13 s                    |                           |
| 4.º                       | Red Bull-Bora-Hansgrohe    | + 24 s                    |                           |
| 5.º                       | Ineos Grenadiers           | + 40 s                    |                           |
| 6.º                       | Team Jayco AlUla           | + 54 s                    |                           |
| 7.º                       | Bahrain Victorious         | + 59 s                    |                           |
| 8.º                       | Groupama-FDJ               | + 1 min 13 s              |                           |
| 9.º                       | Decathlon-AG2R La Mondiale | + 1 min 14 s              |                           |
| 10.º                      | Equipo Kern Pharma         | + 1 min 15 s              |                           |

## Abandonos
Ninguno.